# Henri Gallois
Pour les articles homonymes, voir Gallois (homonymie).
Henri Gallois, né le 16 janvier 1864 à Charleville (Ardennes) et mort le 12 août 1929 à Vincennes (Val-de-Marne), est un militaire français devenu avocat et homme politique. Il a notamment été député des Ardennes à deux reprises, entre 1910 et 1914 puis entre 1919 et 1924.

## Biographie

### Famille
Fils de Félix Gallois, fonctionnaire des contributions indirectes d'origine bretonne, et d'une mère ardennaise, Elisa Clicquot de Toussicourt, appartenant à la famille Clicquot, Henri Gallois naît à Charleville où son père est alors en fonction.
En 1895, il épouse, à Douarnenez dans le Finistère, Marthe Chancerelle, la fille de Wenceslas Chancerelle, industriel conserveur (la maison Chancerelle est à l'origine de la marque Connétable), et de Marie Granger, ainsi que petite-fille de Robert Chancerelle.

### Carrière militaire
Ayant échoué aux épreuves orales de l'École spéciale militaire, Henri Gallois s'engage en 1884, pour cinq ans, dans l'artillerie de marine. Maréchal-des-logis en 1889, il renouvelle son engagement dans l'artillerie. En 1892, il intègre l'École militaire d'application d'artillerie et du génie pour passer officier. Il en sort sous-lieutenant l'année suivante puis devient lieutenant (1895). Avec sa nomination au grade de capitaine en 1906, il quitte la vie de garnison pour passer à la Direction de l'artillerie à Vincennes, où il reste pendant deux ans. En congé en février 1909, il démissionne en avril 1910 pour se consacrer à la vie politique. Capitaine de réserve, il est mobilisé en 1914. Au cours du conflit, il est nommé chef d'escadron et, pour sa conduite, reçoit la croix de guerre.

### Carrière politique
De retour à la vie civile, Henri Gallois passe le barreau et devient avocat de cour d'appel. 
Lié à l'arrondissement de Sedan par sa famille maternelle, Henri Gallois est choisi pour y être le candidat de la droite lors des élections législatives de 1910. Homme de centre-droit, il se présente aux électeurs comme républicain. Le siège de député est occupé depuis 1898 par un socialiste, Elysée Lassalle. Ce dernier ne se représente pas et c'est Auguste Philippe, maire de Saint-Menges et conseiller général de Sedan-Nord, qui porte la candidature socialiste. Outre celui-ci, Gallois doit faire face à un radical-socialiste, Husson et un candidat républicain modéré dissident mais de faible envergure, Mahout. Au premier tour, ceux-ci sont largement devancés par les deux premiers mentionnés. Le soir du 8 mai, au second tour, Henri Gallois est élu face à Auguste Philippe. 
Une fois député, il s'inscrit à la Gauche démocratique, un groupe parlementaire de centre-droit de la Chambre. Ce groupe avait été créé en 1905 par les soutiens républicains modérés à la politique du président du Conseil, Émile Combes, au moment du débat sur la séparation des Églises et de l'État. Cette prise de position indispose les catholiques ardennais qui avaient soutenu la candidature de Gallois. Cela lui vaut la critique de la presse libérale locale. Piqué, Henri Gallois provoque en duel les auteurs des articles l'attaquant mais ceux-ci bottent en touche.
À nouveau candidat en 1914, présenté par le Parti républicain démocratique, il est largement battu par le radical-socialiste Léon Charpentier. Après la Première Guerre mondiale, il renoue avec la vie politique et retrouve les Ardennes. En 1919, Henri Gallois est candidat sur la liste du Bloc national, coalition électorale qui unit radicaux et conservateurs. Elle emporte les six sièges de députés du département. Pour cette nouvelle législature, il appartient aux quelques députés de l'Alliance démocratique à siéger à l'Entente républicaine démocratique. Lors du renouvellement de 1924, il n'est pas réélu.

## Décorations
- Officier de la Légion d'honneur[5]
- Croix de guerre 1914–1918, 10 juillet 1917[5]
- Officier d'académie, 21 juillet 1904[5]
- Chevalier de l'ordre du Mérite agricole, 31 août 1907[5]
- Commandeur de l'ordre de l'Étoile noire[5]
- Commandeur de l'ordre du Lion et du Soleil[5]

## Sources
- « Henri Gallois », dans le Dictionnaire des parlementaires français (1889-1940), sous la direction de Jean Jolly, PUF, 1960 [détail de l’édition]